# كيبا سيساي
كيبا سيساي (بالإنجليزية: Kebba Ceesay)‏ (14 نوفمبر 1987 بباكاو في غامبيا - ) هو لاعب كرة قدم غامبي في مركز الدفاع. شارك مع منتخب السويد تحت 21 سنة لكرة القدم ومنتخب غامبيا لكرة القدم. أما مع النوادي، فقد لعب مع لخ بوزنان ونادي براغي ونادي دلكورد ونادي يورغوردينس ونادي فاسالوندس.

## وصلات خارجية
- كيبا سيساي على موقع اتحاد السويد (السويدية)
- كيبا سيساي على موقع قاعدة بيانات كرة القدم.إي يو (الإنجليزية)
- كيبا سيساي على موقع ناشيونال فوتبول تيمز (الإنجليزية)
- كيبا سيساي على موقع Soccerway.com (الإنجليزية)
- كيبا سيساي على موقع عالم كرة القدم.نت (الإنجليزية)
- كيبا سيساي على موقع AS.com (الإسبانية)